# Danilo Lerda
Danilo Emanuel Lerda (Arias, 30 de marzo de 1987) es un futbolista argentino nacionalizado uruguayo. Juega de arquero y actualmente se encuentra en el Deportivo Maldonado de la Primera División de Uruguay.

## Clubes

### Estadísticas
| Club                | País      | Año             | Partidos | Goles recibidos | Partidos sin recibir goles |
| ------------------- | --------- | --------------- | -------- | --------------- | -------------------------- |
| Fénix               | Uruguay   | 2010 - 2012     | 33       | 34              | 12                         |
| Peñarol             | Uruguay   | 2012 - 2014     | 17       | 17              | 6                          |
| Talleres            | Argentina | 2014 - 2015     | 0        | 0               | 0                          |
| Atlético            | Portugal  | 2015 - 2016     | 25       | 39              | 3                          |
| Danubio             | Uruguay   | 2016 - 2017     | 2        | 3               | 0                          |
| Deportivo Maldonado | Uruguay   | 2017 - Presente | 46       | 48              | 16                         |
| Total               |           | 2010 - 2018     | 123      | 141             | 37                         |

## Palmarés

### Campeonatos nacionales
| Título              | Club    | País    | Año  |
| ------------------- | ------- | ------- | ---- |
| Campeonato Uruguayo | Peñarol | Uruguay | 2013 |